# Sebastián Emanuel González
Sebastián Emmanuel González  (Lomas de Zamora, Argentina, 4 de marzo de 1992) es un futbolista argentino que juega como mediocampista ofensivo. Actualmente se desempeña en el San Martín de San Juan de la Liga Profesional Argentina. Es el hermano menor del también futbolista Diego González. Es considerado unos de los ídolos históricos de San Martín de San Juan siendo considerado el último gran diez de la institución de concepción.

## Trayectoria
Debutó de la mano de Diego Simeone el 17 de mayo del 2009, frente a Gimnasia de Jujuy en la victoria 3-0 de San Lorenzo por el Clausura 2009. Pero no fue hasta el campeonato siguiente que comenzó a adquirir mayor protagonismo en el equipo, disputando varios encuentros como titular. Esto se vio reflejado cuando convirtió su primer gol en primera frente Estudiantes de La Plata, colocando el 2-2 final el 2 de septiembre de 2009.
A finales de 2024 consigue con el equipo el ascenso a Primera División de Argentina.

## Selecciones Juveniles
| Selección | Partidos | Goles |   |   |
| --------- | -------- | ----- | - | - |
| Sub-17    | 6        | 1     | 0 | 0 |
| Total     | 6        | 1     | 0 | 0 |

Participó de diversos torneos juveniles con la Selección Argentina. Con la Selección Sub-17 disputó el Campeonato Sudamericano Sub-17 de 2009 en Chile, donde el seleccionado perdió en la final; en dicho certamen jugó como titular la mayoría de los encuentro y marcó un gol. También disputó la Copa Mundial de Fútbol Sub-17 de 2009 en Nigeria, en el cual la Argentina fue eliminada en octavos de final.
| Competencia              | Resultado        | Partidos | Goles |   |   |
| ------------------------ | ---------------- | -------- | ----- | - | - |
| Sudamericano Sub-17 2009 | Segundo          | 3        | 1     | 0 | 0 |
| Mundial Sub-17 2009      | Octavos de final | 3        | 0     | 0 | 0 |
| Total                    |                  | 6        | 1     | 0 | 0 |

## Estadísticas
| Club             | Temporada | Primera División | Primera División | Copas internacionales | Copas internacionales | Total | Total |
| Club             | Temporada | Part.            | Goles            | Part.                 | Goles                 | Part. | Goles |
| ---------------- | --------- | ---------------- | ---------------- | --------------------- | --------------------- | ----- | ----- |
| San Lorenzo      | 2008-2012 | 47               | 3                | 2                     | 0                     | 49    | 3     |
| Unión La Calera  | 2012-2013 | 37               | 3                | 0                     | 0                     | 37    | 77    |
| Deportivo Cuenca | 2013-2015 | 33               | 1                | 0                     | 0                     | 33    | 1     |
| Everton          | 2015-2016 | 25               | 2                | 2                     | 0                     | 27    | 2     |
| San Martín (SJ)  | 2022-act  | 153              | 35               | 0                     | 0                     | 0     | 0     |
| TOTAL            | 276       | 46               | 4                | 0                     | 146                   | 9     |       |